# Effetto Windkessel
L'effetto Windkessel è un termine usato in medicina per indicare il fenomeno fisiologico che permette, a livello delle grosse arterie elastiche, di modificare il flusso discontinuo della gittata cardiaca in un flusso più continuo, trasformando l'energia cinetica del sangue proveniente dal ventricolo sinistro in energia potenziale elastica.

Il cuore in sistole pompa il sangue nell'aorta, che è elastica. L'energia elastica accumulata dalle pareti è impressa al sangue durante la fase di sistole, in modo tale da rendere continuo il flusso di sangue (che altrimenti sarebbe intermittente per via dei cicli di sistole-diastole).

Durante la sistole si assiste alla dilatazione elastica delle pareti dell'aorta e dei grossi vasi grazie alla compliance vascolare. Viene così "immagazzinata" una parte della gittata sistolica (stroke volume) normalmente pari a 30-65 ml/battito/m² di superficie corporea. Tale quota di sangue sarà poi utilizzata, nella fase di diastole, per garantire continuità di flusso anche in assenza di pompaggio ventricolare.
Windkessel è una parola tedesca che può essere tradotta in italiano come "camera d'aria".